# Telamonia bombycina
Telamonia bombycina är en spindelart som först beskrevs av Simon 1902.  Telamonia bombycina ingår i släktet Telamonia och familjen hoppspindlar. Inga underarter finns listade i Catalogue of Life.